# 长白嵴突蛛
长白嵴突蛛（学名：Mecynargus tungusicus）为皿蛛科嵴突蛛属的动物。分布于西伯利亚以及中国大陆的吉林等地。